# 중추신경억제제
중추신경억제제는 중추신경의 활동을 억제하여 사람의 의식을 가면상태로 변화시키는 약물을 가리키는 단어이다. 우울제라고도 불린다. 

## 설명
중추신경억제제 또는 구어체로 "다우너"라고도 하는 우울제는 신경 전달 수준을 낮추거나 뇌세포의 전기 활동을 감소시키거나 뇌의 다양한 영역에서 각성 또는 자극을 감소시키는 약물이다. 일부 특정한 우울제는 긍정적으로(예: 오피오이드) 또는 부정적으로 기분에 영향을 미치지만 우울제는 종종 기분에 명확한 영향을 미치지 않는다.(예: 대부분의 항경련제). 대조적으로 각성제 또는 "어퍼"는 정신적 각성도를 증가시켜 각성제를 우울제와 반대되는 약물 부류로 만든다. 항우울제는 일반적인 뇌의 활동이 아니라 기분에 미치는 영향으로 정의되므로 약물의 직교 범주를 형성한다. 진정제는 약물의 한 범주로서 밀접한 관련이 있다. 용어는 때때로 상호 교환적으로 사용되거나 다소 다른 맥락에서 사용될 수 있다. 진정제는 전세계적으로 처방약 및 불법 물질로 널리 사용된다. 알코올은 매우 두드러진 진정제이다. 우울제를 사용하면 운동 실조, 불안 완화, 통증 완화, 진정 또는 졸음, 인지 또는 기억 장애뿐만 아니라 경우에 따라 행복감, 해리, 근육 이완, 혈압 또는 심박수 저하, 호흡 억제 및 항 경련제도 효과가 있다. 진정제는 때때로 마취를 일으키는 작용을 하기도 한다. 다른 진정제에는 벤조디아제핀(예:알프라졸람)과 같은 약물과 여러 오피오이드가 포함될 수 있다. 가바펜틴(gabapentin) 및 프레가발린(pregabalin)과 같은 가바펜티노이드(Gabapentinoids)는 진정제이며 항불안제의 효과가 있다. 라모트리진(lamotrigine)과 페니토인(phenytoin)과 같은 대부분의 항경련제는 진정제이다. 메프로바메이트(meprobamate)와 같은 카바메이트(carbamates)는 바르비투르산계(barbiturates)과 유사한 진정제이다. 마취제는 일반적으로 진정제이다. 예를 들면 케타민과 프로포폴이 있다. 진정제는 다양한 약리학적 메커니즘을 통해 효과를 발휘하며 그 중 가장 두드러진 것은 감마 아미노뷰티르산의 촉진과 글루타메이터 또는 모노아민 활성의 억제를 포함한다. 다른 예로는 신체 내부의 전기 신호를 수정하는 화학 물질이 있으며, 그 중 가장 두드러진 것은 브로민화물과 통로 차단제이다.

## 같이 보기
- 약물
- 중추신경